# يوجي أوزاكي (لاعب كرة قدم مواليد 1972)
يوجي أوزاكي (باليابانية: 尾崎 友治) (مواليد 30 يونيو 1972)، هو لاعب كرة قدم سابق كان يلعب كمهاجم.